# Пиріг-поплавок
Пиріг-поплавок (англ. pie floater) — австралійська страва, особливо часто зустрічається в Аделаїді. Складається з м'ясного пирога у густому гороховому супі, зазвичай з додаванням томатного соусу. Вважається, що страва була створена у 1890-х роках, пиріг-поплавок набув популярності як страва, яку продають південноавстралійські візки для пирогів. У 2003 році Пиріг-поплавець був визнаний іконою спадщини Південної Австралії.

## Історія
Гороховий суп з м'ясом вже давно є частиною англійської кулінарної історії, його згадують у 19 столітті, у тому числі «горохова вечеря з пирогом» (у Йоркширі), «гороховий суп з вуграм», з тушкованими дамплінгами або сосисками (дамплінги в супі називали «плаваючими»). Можливо, вони з'явилися з тих страв, які корисні для годування груп людей з обмеженим бюджетом: наприклад, на спортивному матчі чи під час жнив. Пиріг-поплавець зазвичай складається з традиційного австралійського м'ясного пирога, зазвичай плаваючого, але іноді зануреного (традиційно перевернутим) в миску з густим гороховим супом з блакитного відвареного гороху. До нього часто додають томатний соус, можна також додати комбінацію м'ятного соусу, солі, перцю або солодового оцту відповідно до особистих уподобань.
Ранні записи в Південній Австралії стверджують, що Пирог-поплавок, на загальну думку, народився в Порті-Пірі і був придуманий якимсь Ерном «Коротишкою» Бредлі в 1890-х роках, але залишається невідомим, чи так це насправді, і як саме це сталося.

## Візки з пирогами
Візки з пирогами у Південній Австралії в Аделаїді існують із 1870-х років.
Пироги, що плавають, зазвичай купувалися на вулиці в пересувних візках для пирогів як пізня вечеря. Візки з пирогами є трейлером, вагончиком або возом (спочатку запряженим конем) з «вікном» вздовж однієї або обох сторін, де покупці сидять або (частіше) стоять, щоб з'їсти свої покупки. Візок для пирогів зазвичай переміщали на місце під час обіду та ввечері. Оскільки рух став більш завантаженим і з'явилася потреба в паркуванні автомобілів на вулиці, біля візків з'явилося одне вікно, що виходить в бік пішохідної доріжки, і вони переміщалися на свої місця після того, як денний рух у годину пік спадав. Вони працювали до пізнього вечора чи раннього ранку, після чого їх повертали на денні стоянки.